# Annie Haeger
Annie Haeger (East Troy, 5 febbraio 1990) è una velista statunitense, che ha rappresentato gli Stati Uniti ai Giochi olimpici di Rio de Janeiro 2016 nella classe 470.